# Frédérique Vallet-Bisson
Frédérique Vallet-Bisson, née Frédérique Heyne à Asnières-sur-Seine le 29 avril 1862 et morte à Orgeval le 25 novembre 1948 est une peintre française.

## Biographie
Frédérique Augustine Louise Heyne est née à Asnières-sur-Seine le 29 avril 1862 du couple formé par Joseph Frédéric Auguste Heyne, employé de commerce, et Louise Eugénie Schröder.

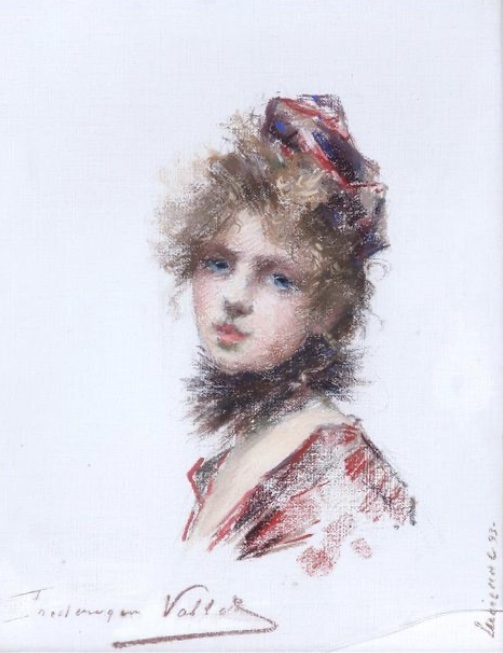
Portrait de Lucienne par Frédérique Vallet en 1893 (pastel).

Elle entretient une relation avec Auguste Renoir avec lequel elle a une fille Lucienne (1880-1942). Sa fille est également peintre. 
Le 12 avril 1884, Frédérique Heyne épouse Jean Antoine Alexandre Vallet à Paris. Celui-ci meurt en 1896. L'artiste se remarie à Édouard Bisson, également artiste peintre, le 5 août 1899, à la mairie du 1er arrondissement de Paris. Elle accolera alors le nom de son second mari à celui du premier. La nièce d'Édouard Bisson est la peintre Lucienne Bisson (1881-1965).
Elle meurt à Orgeval le 25 novembre 1948. Elle est inhumée au cimetière du Montparnasse (12e division).

## Carrière
Frédérique Vallet-Bisson intègre l'Académie Julian à Paris où elle est élève de Jules-Joseph Lefebvre (1834-1912),.
Membre de la Société des artistes français, elle expose de 1890 à 1945,. Elle est par ailleurs vice-présidente vers 1910 de l'Union des femmes peintres et sculpteurs dont elle est une des toutes premières membres, lors de sa création en 1881,. Elle expose également lors de l'Exposition universelle de Chicago en 1893. Elle contribue en 1900-1902 à l'expérience des XII, groupe de femmes artistes françaises et étrangères, majoritairement issues de l'Union, qui vont exposer plusieurs années au théâtre de la Bodinière, initiative audacieuse pour l'époque,.
Frédérique Vallet-Bisson est une portraitiste, travaille à l'huile et le pastel et réalise surtout des portraits de femmes. Même si dans l'ensemble, le travail de Vallet-Buisson reste fidèle aux sujets et à la composition de la tradition académique de l'École des Beaux-Arts, elle parvient à créer son propre style, sa technique de pinceau ayant des emprunts impressionnistes, notamment dans l'exécution du décor ou des détails. Elle sera décrite en 1909 dans le Petit Journal illustré comme « l'une des plus célèbres pastellistes de son époque ». Très productive, elle est souvent mentionnée dans les revues artistiques (Le Monde illustré, Le Monde artiste, etc.). Ses œuvres sont lithographiées et diffusées. Son tableau Le Départ figure dans l'ouvrage Women Painters of the World en 1905.

## Récompenses et distinctions
Frédérique Vallet-Bisson obtient le 1er prix de l'Union des Femmes Peintres et sculpteurs en 1900 pour son Portrait de Madame O., aux Artistes Français une médaille de 3e classe en 1900, et une médaille de 2e classe en 1904,,.
Le 16 janvier 1914, elle est nommée chevalier de la Légion d'honneur.

## Galerie d'œuvres

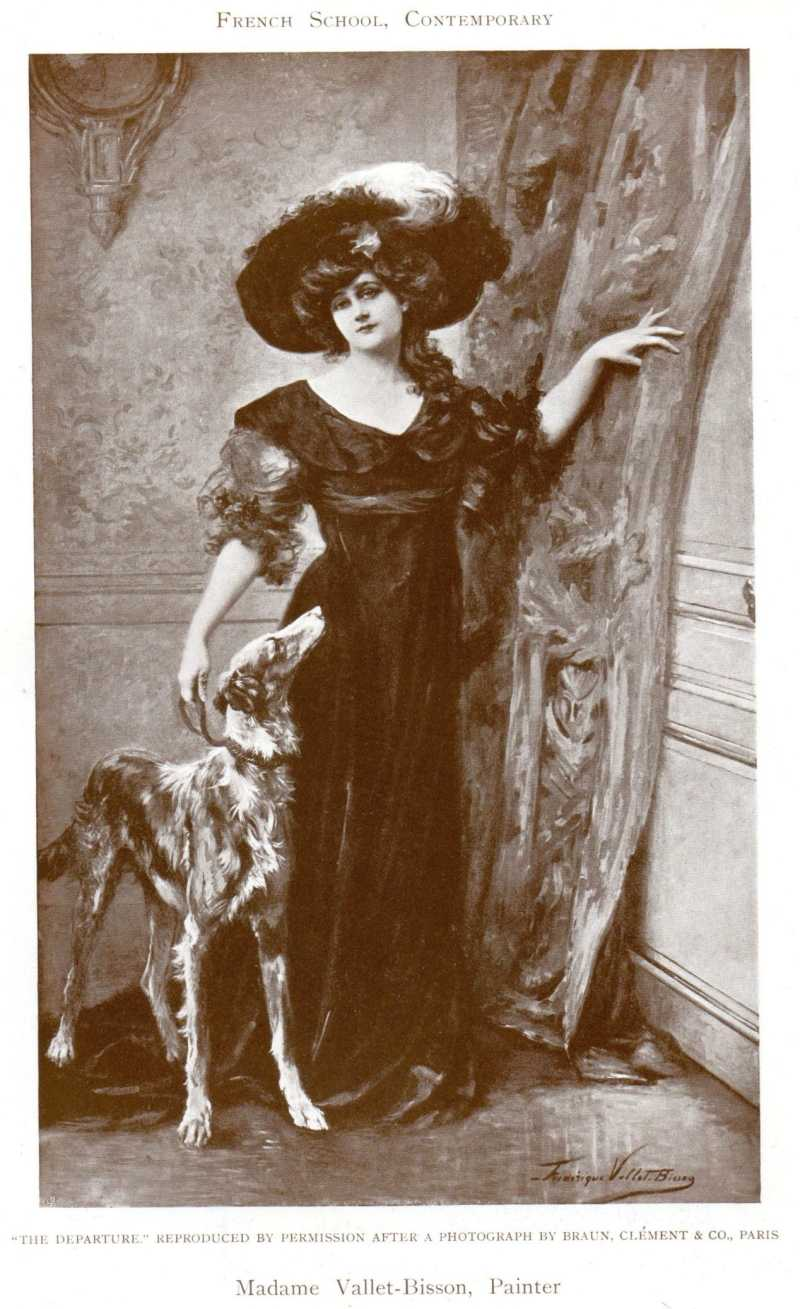
Le Départ (1904), localisation inconnue.
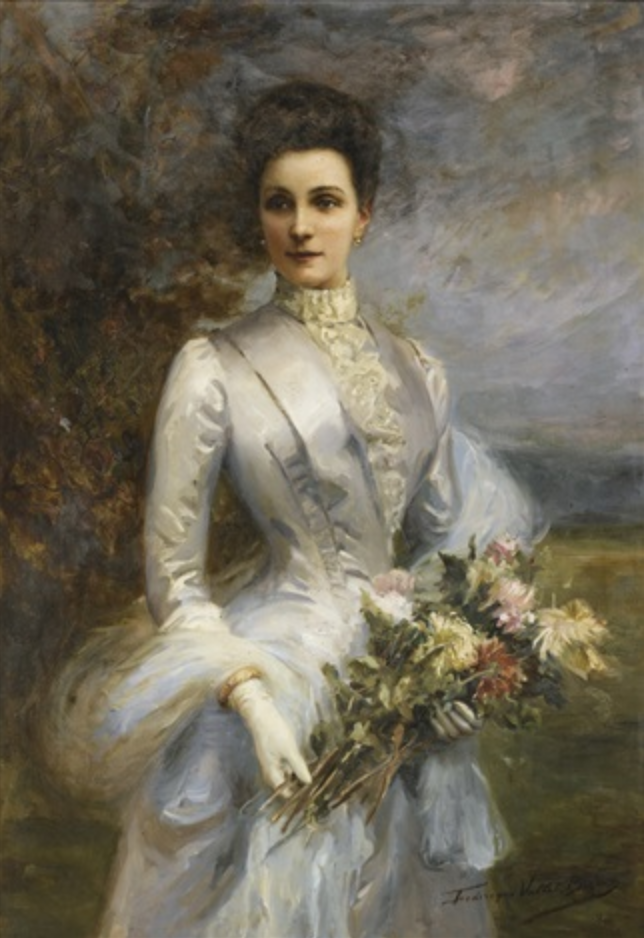
Portrait de Louise Élisabeth Laure de Bonneval, comtesse de Brecey (vers 1890), localisation inconnue.
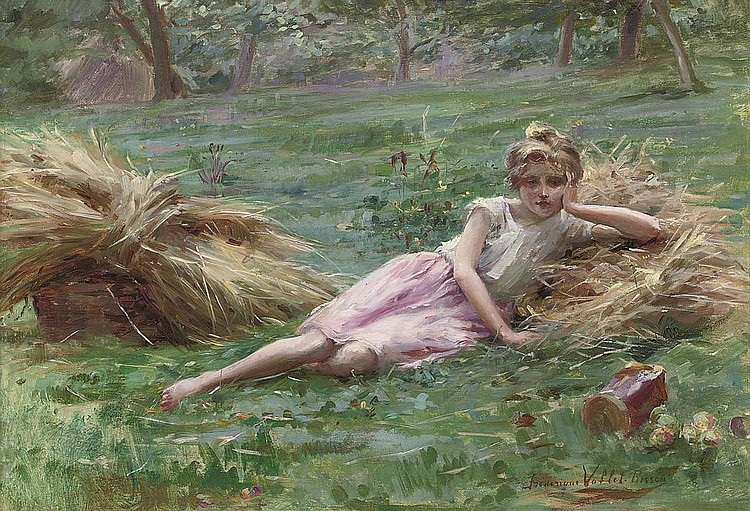
Jeune fille étendue sur l'herbe, huile sur toile, non datée.
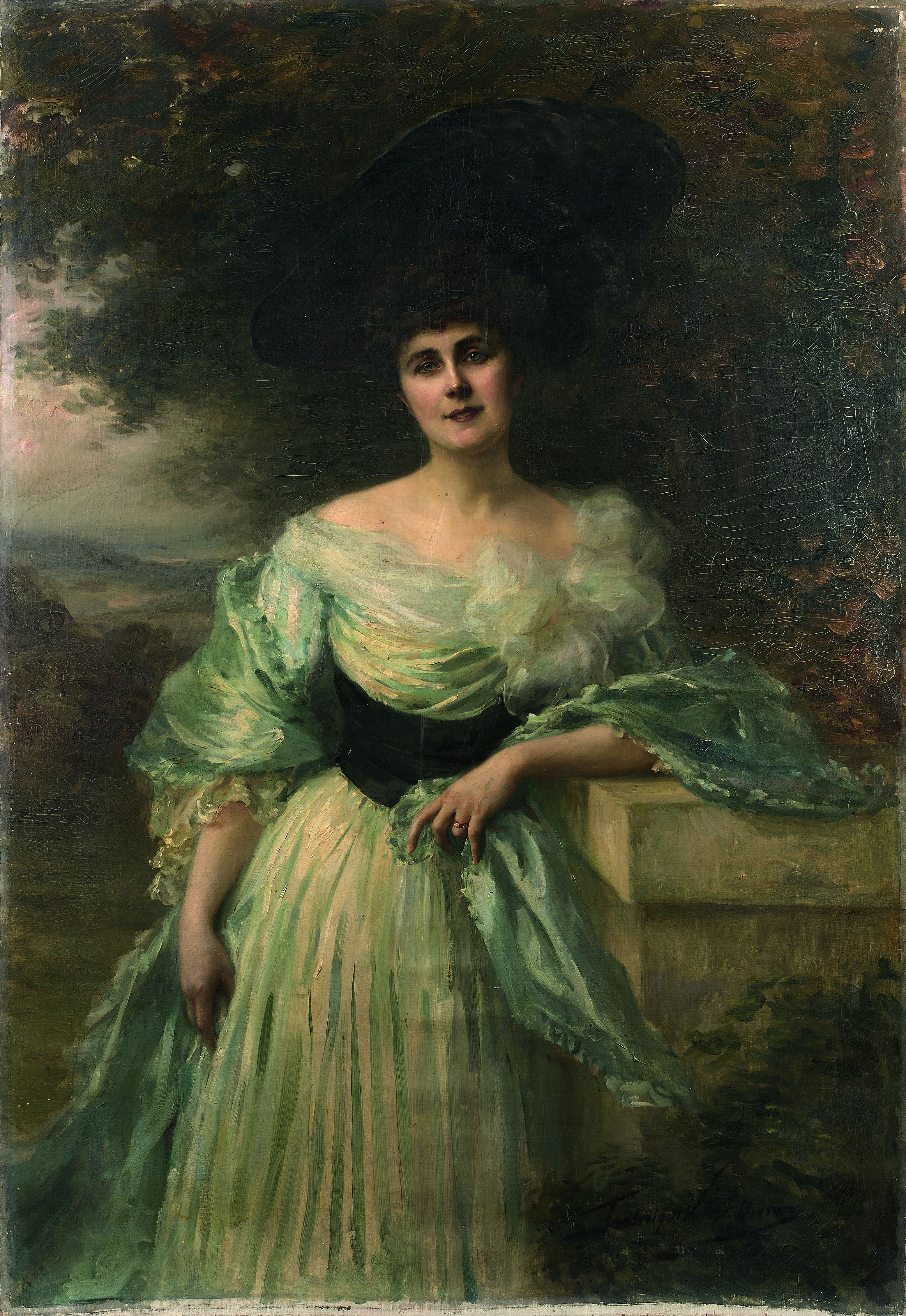
Portrait de Mme C. de S.C.